# Liste der Kulturdenkmale in Wülknitz

Wappen von Wülknitz

In der Liste der Kulturdenkmale in Wülknitz sind die Kulturdenkmale der sächsischen Gemeinde Wülknitz verzeichnet, die bis Januar 2022 vom Landesamt für Denkmalpflege Sachsen erfasst wurden (ohne archäologische Kulturdenkmale). Die Anmerkungen sind zu beachten.
Diese Aufzählung ist eine Teilmenge der Liste der Kulturdenkmale im Landkreis Meißen.

## Wülknitz
| Bild                                    | Bezeichnung | Lage                                                         | Datierung                                       | Beschreibung | ID       |
| --------------------------------------- | --- | ------------------------------------------------------------ | ----------------------------------------------- | --- | -------- |
|                                         | Sachgesamtheitsbestandteil Grödel-Elsterwerdaer Floßkanal: Verlauf innerhalb der Gemeinde Wülknitz, Ortsteil Wülknitz, Floßkanal (siehe Sachgesamtheit 08957205, Nünchritz) | (Flurstücke 70, 76/1, 95/1, 95/2, 100/1, 100/2, 477) (Karte) | 1742–1748                                       | Technik- und ortsgeschichtliche Bedeutung als Transportweg von Bau- und Brennholz nach Dresden | 08958914 |
| Direkt Bild zu diesem Denkmal hochladen | Zwei Grenzsteine am Ufer des Grödel-Elsterwerdaer Floßkanals | (Flurstücke 70, 352, 64) (Karte)                             | 1748                                            | Ortsgeschichtlich von Bedeutung, zwei Grenzsteine (Läufer, Nummer 52 und Nummer 58, ca. 50 cm hohe Sandsteinstelen) | 09303466 |
| Weitere Bilder                          | Bahnhof mit Empfangsgebäude, Wirtschaftsgebäude sowie Güterabfertigungshalle                                                                                                | Am Bahnhof 1 (Karte)                                         | 1877 (Güterabfertigung); 1891 (Empfangsgebäude) | Empfangsgebäude ein Putzbau im Rundbogenstil des 19. Jahrhunderts, weitgehend authentisch erhaltenes Bahnhofsensemble an der Bahnstrecke Zeithain–Elsterwerda (6273; sä. ZE) von verkehrshistorischer Bedeutung. - Empfangsgebäude: Polygonsockel, darüber zweigeschossiger Putzbau mit Putznutung im Erdgeschoss, Wetterhäuschen mit verglaster Holzkonstruktion, profilierte Steingewände und Rundbogenfenster in beiden Geschossen, im Erdgeschoss Sandsteinsohlbänke, profiliertes Gurtgesims, im Obergeschoss Lisenen-Putz-Gliederung zwischen den Fenstern, Satteldach, eingeschossige Anbauten, zum Teil mit Mezzaningeschoss auf Polygonsockel, profilierte Sandsteinfenstergewände, Ecknutung, Satteldach - Güterabfertigungshalle: Polygonsockel, darüber eingeschossiger Putzbau, Segmentbogenfenster, Klinker-Segmentbogen über den Fenstern, Okulus im Giebel, Dachüberstand, Satteldach - Toilettenhäuschen: eingeschossiger Putzbau, Lisenengliederung durch Backstein, Okulus im Giebel, zum Teil Fenster zugemauert, Dachüberstand, Satteldach | 08958895 |
|                                         | Wohnhaus eines Zweiseithofes | Bahnhofstraße 4 (Karte)                                      | Um 1840                                         | Kleines Fachwerk-Wohnhaus, Teil der alten Ortsstruktur, baugeschichtlich von Bedeutung. Erdgeschoss massiv, Obergeschoss Fachwerk, Sandsteinfenstergewände, Giebel massiv, Satteldach, Biberschwanzdeckung. | 08958896 |
| Weitere Bilder                          | Kirche mit Kirchhof und Einfriedung sowie Kriegerdenkmal für die Gefallenen des Ersten Weltkrieges                                                                          | Dorfstraße (Karte)                                           | Um 1860 (Kirche); nach 1918 (Kriegerdenkmal)    | Saalkirche mit eingezogenem Chor und Westturm, im Rundbogenstil des 19. Jahrhunderts, kirchengeschichtliche und ortshistorische Bedeutung. - Kirche: schlichter Putzbau mit Anklängen an Neogotik, Eckbetonung durch Lisenen, drei Achsen, je zwei Fenster übereinander, oben Rundbogenfenster, unten Segmentbogenfenster, Satteldach, gerader Abschluss, an Giebelseite Anbau mit zwei großen Rundbogenfenstern an den Längsseiten (vermutlich Parentationshalle), viereckiger Turmbau mit abgefasten Ecken, pyramidenartig, mit leicht geschwungenem Dachfuss - Kriegerdenkmal: Sandsteingedenkstein mit Helm als Bekrönung, in Friedhofsmauer integriert, mit Wein überrankt, Einfriedung als ca. einen Meter hohe Bruchsteinmauer, verputzt | 08958908 |
|                                         | Wohnhaus, Seitengebäude (Auszugshaus) und Scheune eines Dreiseithofes | Dorfstraße 12 (Karte)                                        | 2. Hälfte 19. Jahrhundert                       | Einfache dörfliche Putzbauten des 19. Jahrhunderts, geschlossen erhaltene Hofanlage, denkmalrelevanter Bestandteil des Ortskerns, baugeschichtlich und wirtschaftsgeschichtlich von Bedeutung. - Auszugshaus: eingeschossiger Bruchsteinbau, verputzt, Ecknutung, einfache Putzgliederung, hoher Drempel, Sandsteinfenstergewände im Erdgeschoss, profiliertes Traufgesims, Satteldach - Wohnhaus: zweigeschossiger Bruchsteinbau, verputzt, Sandsteinfenstergewände in beiden Geschossen, Sandsteintürgewände, historische Fenster, Ecknutung, Gurtband, Satteldach, Biberschwanzdeckung - Scheune: eingeschossiger Lehmquaderbau, verputzt, gerade Toreinfahrt, hohes Mansardgiebeldach | 08958909 |
|                                         | Wegestein | Lichtenseer Straße 12 (bei) (Karte)                          | 19. Jahrhundert                                 | Verkehrshistorische Bedeutung, ca. 50 cm hoher Sandsteinkubus, Inschrift „Streumen, Lichtensee, Tiefenau, ...abitz“ | 08958894 |
| Weitere Bilder                          | Zwei Transformatorenhäuschen | Siedlung 1 (neben) (Karte)                                   | 1. Hälfte 20. Jahrhundert                       | Zeugnis für die Elektrifizierung des Ortes, technikgeschichtlich von Bedeutung. - 1. Transformatorenhäuschen: eingeschossiger Putzbau auf quadratischem Grundriss, Krüppelwalmdach mit Biberschwanzdeckung als Zwischendach, turmartiger Aufbau verkleidet, Zeltdach mit Biberschwanzdeckung - 2. Transformatorenhäuschen: eingeschossiger Putzbau über rechteckigem Grundriss, Walmdach als Zwischendach, turmartiger Aufbau verkleidet, Zeltdach | 08958907 |
|                                         | Wohnsiedlung Wülknitz (Sachgesamtheit) | Siedlung 2–21 (Karte)                                        | Bezeichnet mit 1927                             | Sachgesamtheit Wohnsiedlung Wülknitz: Siedlung mit elf Mehrfamilienhäusern, sowie mit zwei Torhäusern als Zugang und vier Waschhäusern (alles Sachgesamtheitsteile); geschlossene Wohnsiedlung in Gruppenbauweise und in traditionalistischen Architekturformen errichtet, von sozialgeschichtlicher undortshistorischer Bedeutung. - Zeilen-Reihenhäuser: Polygonsockel, darüber zweigeschossiger Putzbau mit zwei Eingangsbereichen im Erdgeschoss, diese hervorgehoben durch flankierende Sandsteinquaderbrüstungen und Putznutung, bauzeitliche Türen und Fenster, im Erdgeschoss zum Teil noch Fensterläden, profiliertes Gurtgesims und Hohlkehle als Kranzgesims, Eckbetonung durch Putznutung, an der Rückseite je zwei Ausluchten, dort im Erdgeschoss Akzentuierung der Fenster durch farbige, einfache Putzgliederung, langgestreckte Gaupen, Walmdach - Siedlungszugang durch zwei Torhäuser, in Kartusche über Torbogen bezeichnet mit „A.D. 1927“ - vier Waschhäuser: eingeschossige Putzbauten mit Fensterläden, Walmdach                        | 08958906 |

## Heidehäuser
| Bild | Bezeichnung                            | Lage                 | Datierung | Beschreibung | ID       |
| ---- | -------------------------------------- | -------------------- | --------- | --- | -------- |
|      | Ehemaliges Forsthaus, heute Pflegeheim | Waldstraße 6 (Karte) | Um 1900   | Ein stattlicher und aufwendig gestalteter Klinkerbau im Stil der Gründerzeit mit ortshistorischer Bedeutung. Das Gebäude ist ein zweigeschossiger Klinkerbau mit Dachausbau, 4:3 Achsen, zur Straßenseite mit einem zweiachsigen Mittelrisalit der ins Dachgeschoss führt und mit einem Krüppelwalm überspannt ist. Die Fassadengliederung erfolgt durch verschiedene farbige Klinker, das Gurtgesims ist als Zahnschnitt gearbeitet, im Dachgeschoss befinden sich Zierkonstruktionen aus Holz, das Krüppelwalmdach ist mit einer Biberschwanzdeckung versehen. Das Objekt liegt auf der Gemarkung der Nachbargemeinde Zeithain. | 08959022 |

## Lichtensee
| Bild                                    | Bezeichnung | Lage                                     | Datierung                                                                                                | Beschreibung | ID       |
| --------------------------------------- | --- | ---------------------------------------- | --- | --- | -------- |
| Direkt Bild zu diesem Denkmal hochladen | Sachgesamtheitsbestandteil Grödel-Elsterwerdaer Floßkanal: Verlauf innerhalb der Gemeinde Wülknitz, Ortsteil Lichtensee, Floßkanal (siehe Sachgesamtheit 08957205, Nünchritz) | (Flurstück 1406/1) (Karte)               | 1742–1748                                                                                                | Als Transportweg von Bau- und Brennholz nach Dresden von technik- und ortsgeschichtlicher Bedeutung | 09304005 |
| Weitere Bilder                          | Kirche mit Ausstattung (darunter Wappentafel vom Vorgängerbau), Kirchhof und Einfriedung                                                                                      | Bauerngasse (Karte)                      | 1898, im Kern älter (Kirche); bezeichnet mit 1610 (Wappen); Anfang 17. Jahrhundert (Taufe); 1858 (Orgel) | Ein repräsentatives Kirchengebäude des 19. Jahrhunderts über kreuzförmigem Grundriss mit polygonalem Chor und Westturm. Architekt: Theodor Quentin, baugeschichtliche und ortshistorische Bedeutung. - Evangelische Pfarrkirche (Dehio Sachsen I, 1996): Nach Plänen von Theodor Quentin 1898 über kreuzförmigem Grundriss erbaut, unter Einbezug des Turms vom Vorgängerbau aus dem 17. Jahrhundert. Verputzter Bau auf Bruchsteinsockel mit Eckquaderung und Fünfachtel-Chorschluss. Turm quadratisch, das oktogonale Glockengeschoss mit schiefergedeckter Haube von 1898. Im Inneren von vier Pfeilern getragene Holzdecke aus zwei sich kreuzenden Tonnen. Chor mit stark gebusten Gratgewölben durch Triumphbogen abgesetzt. An drei Seiten zwischen den Pfeilern eingezogene eingeschossige Emporen. - Ausstattung: Altar in Neurenaissance-Formen, darin Kopie von Tizians „Sacra Conversazione“ nach dem Original in der Gemäldegalerie Alte Meister, Dresden. Farbig gefasste Sandsteintaufe mit Reliefs (Taufe Christi, Segnung der Kinder, Taufszene) auf gebauchter, mit Akanthusblättern verzierter Säule, Anfang 17. Jahrhundert. Orgel von Nagel 1858, 1898 erweitert. - Einfriedung als verputzte Bruchsteinmauer, Wappenrelieftafel aus Sandstein, zwei Adelswappen zwischen Voluten unter Dreiecksgiebel mit Datierung | 08958912 |
| Direkt Bild zu diesem Denkmal hochladen | Wohnstallhaus (mit Stallanbau), Scheune, Seitengebäude, Toreinfahrt und Einfriedungsmauer eines Dreiseithofes                                                                 | Bauerngasse 17 (Karte)                   | Mitte 19. Jahrhundert                                                                                    | Wohnstallhaus Obergeschoss Fachwerk, Fachwerk-Scheune, weitgehend original erhaltene Hofstruktur als Zeugnis ländlichen Wirtschaftens, baugeschichtlich und wirtschaftsgeschichtlich von Bedeutung. - Wohnstallhaus: Erdgeschoss massiv, sandsteinerner Türstock mit Keilstein, Giebelwand massiv, mit Sandsteinfenstergewänden, Plakette aus Sandstein: „No. 14“, hofseitig Fachwerk mit Fenstern in historischer Größe, Stallteil im hinteren Hausteil auch im Obergeschoss massiv, Krüppelwalmdach - Scheune: zum Teil massiv, größtenteils aber Fachwerk, Satteldach mit verbrettertem Giebel, Stallgebäude: eingeschossiger Bruchsteinmauerbau, hölzerne Fenstergewände, auffälliger Dachüberstand, Krüppelwalmdach - Einfriedung: verputzte Bruchsteinmauer mit drei Torpfeilern | 08958911 |
|                                         | Kriegerdenkmal für die Gefallenen des Ersten Weltkrieges | Ernst-Thälmann-Straße 18 (neben) (Karte) | Nach 1918                                                                                                | Ortshistorische Bedeutung, grauer Granitmonolith mit polierter Schrifttafel, goldeingelegte Schrift, Relief des Eisernen Kreuzes, Inschrift „Unseren Helden 1914–1918“. Einfriedung: schmiedeeiserner Zaun und Hecke. | 08958913 |

## Peritz
| Bild                                    | Bezeichnung | Lage                                | Datierung                                 | Beschreibung | ID       |
| --------------------------------------- | --- | ----------------------------------- | ----------------------------------------- | --- | -------- |
|                                         | Wegestein | Großenhainer Straße 2 (bei) (Karte) | 19. Jahrhundert                           | Verkehrshistorische Bedeutung, ca. 1,20 m hoher Natursteinblock mit Inschrift „Görzig 3,0 km /Radewitz 3,0 km /Roda 6,0 km /Colmnitz 2,8 km /Wildenhain 6,2 km /Streumen 2,0 km /Großenhain 10,8 km“ | 08958900 |
|                                         | Lutherlinde mit Gedenkstein                                                                                      | Hauptstraße (Karte)                 | 1898                                      | Ortshistorische Bedeutung, Natursteinblock, nach oben spitz zulaufend, an Vorderansicht Inschrifttafel „Lutherlinde/ Gottes Wort und Luthers Lehr vergehen nie und nimmermehr/ 1483–1883–1933“ | 08958898 |
| Direkt Bild zu diesem Denkmal hochladen | Drei Wegesteine                                                                                                  | Hauptstraße 2 (bei) (Karte)         | Ende 19. Jahrhundert                      | Von verkehrshistorischer Bedeutung, Wegesteine mit Kilometerangaben. - ca. 70 cm hoher Wegestein, Sandstein, weiß getüncht, im Oberen Teil ein teil weggebrochen, Inschrift „...umen 2,0 klm, Coselitz 3,6 klm“ - ca. 50 cm hoher Sandsteinkubus, weiß getüncht, Inschrift „Colen, Görzig, Peritz, Bauda“ - ca. 70 cm hoher Sandsteinkubus, weiß getüncht, Inschrift „Peritz 1,0 klm“ | 09300234 |
|                                         | Taubenhaus eines Bauernhofes                                                                                     | Hauptstraße 18, 18a (Karte)         | 1912                                      | Authentisch erhaltenes Gebäude des Hofensembles als Zeugnis bäuerlichen Wirtschaftens, wirtschaftsgeschichtlich von Bedeutung. Über rechteckigem Grundriss turmartiger Aufbau aus Ziegelmauerwerk mit Metallankern, kleine Fensteröffnungen, Dachüberstand, Satteldach, Biberschwanzdeckung. | 08958899 |
| Weitere Bilder                          | Dorfkirche und Kirchhof Peritz (Sachgesamtheit)                                                                  | Kirchgasse (Karte)                  | 1710                                      | Sachgesamtheit Dorfkirche und Kirchhof Peritz, mit folgenden Einzeldenkmalen: Kirche und Kriegerdenkmale für die Gefallenen des Ersten Weltkrieges (siehe 08958897) sowie als Sachgesamtheitsteil: Kirchhof mit Einfriedung weiterhin Lindenallee (Gartendenkmal) zum Kirchhof; einfach gestalteter Putzbau mit oktogonalem Dachreiter, von kirchengeschichtlicher und ortshistorischer Bedeutung, Einfriedungsmauer und Lindenallee zum Kirchhof | 09300235 |
| Weitere Bilder                          | Kirche und Kriegerdenkmal für die Gefallenen des Ersten Weltkrieges (Einzeldenkmale der Sachgesamtheit 09300235) | Kirchgasse (Karte)                  | 1710 (Kirche); nach 1918 (Kriegerdenkmal) | Einzeldenkmale der Sachgesamtheit Dorfkirche und Kirchhof Peritz; einfach gestalteter Putzbau mit oktogonalem Dachreiter, von kirchengeschichtlicher und ortshistorischer Bedeutung. - Kirche: einfach gestalteter Putzbau mit großen Segmentbogenfenstern, gerader Chorabschluss, oktogonaler Dachreiter mit Zeltdach und leicht geschwungenem Dachfuß, am Eingangsbereich und an Choraußenwand Anbauten mit Satteldach und Biberschwanzdeckung, sonst Satteldach mit doppelter Biberschwanzdeckung und Fledermausgaupen. - Kriegerdenkmal für die Gefallenen des Ersten Weltkrieges: Podest aus Sandsteinquadern, darüber Sandsteinsockel, auf dem ein Sandsteinkubus ruht, oberer Abschluss abgetreppt, mit Relief (Kreuz mit untergelegter Sonne im Kreis), Inschrift mit Namen der Toten, am Sockel des Denkmals angebrachte Sandsteintafel mit Inschrift „Im Gedenken an die Bürger der Gemeinde Peritz, die Opfer des II. Weltkrieges und der Nachkriegszeit wurden“, davor Ehrenhain mit zwei Sitzbänken | 08958897 |

## Streumen
| Bild                                    | Bezeichnung | Lage                                         | Datierung | Beschreibung | ID       |
| --------------------------------------- | --- | -------------------------------------------- | --- | --- | -------- |
|                                         | Sachgesamtheitsbestandteil Grödel-Elsterwerdaer Floßkanal: Verlauf innerhalb der Gemeinde Wülknitz, Ortsteil Streumen, Floßkanal (siehe Sachgesamtheit 08957205, Nünchritz)                                                             | (Flurstücke 203, 604, 603) (Karte)           | 1742–1748 | Als Transportweg von Bau- und Brennholz nach Dresden von technik- und ortsgeschichtlicher Bedeutung | 09304006 |
| Weitere Bilder                          | Begrenzungsobelisk für das Lustlager Augusts des Starken, das sogenannte Zeithainer Lager | (Flurstück 325, alte Salzstraße) (Karte)     | 1730 | Ein markanter, weithin sichtbarer barocker Stein, von landesgeschichtlicher Bedeutung. Sandsteinsockel mit Obeliskenaufbau auf pyramidenstumpfartiger Erhöhung, diese eingefasst von einem kleinen „Begleitobelisken“, Bekrönung durch Kugel. | 08958910 |
| Direkt Bild zu diesem Denkmal hochladen | Herrenhaus (Dorfstraße 54, heute Kindergarten) und Wirtschaftsgebäude über winkelförmigem Grundriss (Dorfstraße 56a, mit Wohnteil) des ehemaligen Rittergutes (Dominium Streumen) sowie Schlussstein an einer Scheune (Am Ziegeldamm 1) | Am Ziegeldamm 1 (Dorfstraße 54, 56a) (Karte) | 2. Hälfte 19. Jahrhundert (Wirtschaftsgebäude und Herrenhaus); bezeichnet mit 1556 (Schlussstein)                                        | Das Herrenhaus ist ein eingeschossiger Putzbau mit Ecktürmen von ortshistorischer Bedeutung. - Wohnstallhaus: zweigeschossiger Bruchsteinbau, verputzt, Sandsteingewände, an Rückseite ovale Sandsteinfenster mit originalen Fenstergittern, einfache Putzgliederung, im Giebel Rundbogenfenster, Satteldach, Schlussstein bezeichnet mit 1556 | 08958904 |
| Weitere Bilder                          | Kirche mit Ausstattung, Kirchhof mit Einfriedung, Kriegerdenkmal für die Gefallenen des Ersten Weltkrieges, zwei Grabmalen, fünf eisernen Grabkreuzen und Grabmal für Pfarrer Fritzsche                                                 | Dorfstraße (Karte)                           | 1495, später überformt (Kirche); Umbau bezeichnet mit 1594 (Kirche); 17. Jahrhundert (Empore und Grabplatte); 19. Jahrhundert (Grabmale) | Eine schlichte, im Kern mittelalterliche Dorfkirche von kirchengeschichtlicher und ortshistorischer Bedeutung. - Kirche: einfacher Putzbau über rechteckigem Grundriss sowie rechteckiger Chor, der über der alten gewölbten Schatzkammer aufgeführte Turm geht oben ins Achteck über, verschiefert und mit Welscher Haube abgeschlossen, in den Ecken zwischen Chor und Schiff sind Patronatsloge und Sakristei angelegt, im Innern Emporensäulen aus dem 17. Jahrhundert - Kriegerdenkmal: drei in Friedhofsmauer eingelassene Sandsteintafeln, die mittlere überhöht, mit Bedachung, im oberen Drittel Relief mit verwundeten Soldaten und sich zu ihm neigenden Engel, darunter die Namen der Toten, die beiden seitlichen Tafeln mit Eisernem Kreuz und Soldatenhelm, bezeichnet mit „O. Aurich Dresden“ - 1. Sandsteingrabmal (Sarkophaggrabmal): aufwendig gearbeitet, mit Draperien, Girlanden, Inschrift verwittert, vermutlich 18. Jahrhundert - 2. Sandsteintafel: Inschrift stark verwittert, vermutlich 17. Jahrhundert - fünf Eisenkreuze: Grabmale der Pfarrer Müller, Sommer, Schrader, 19. Jahrhundert und 2. Hälfte 19. Jahrhundert - Grabmal für Pfarrer Theodor Ernst Julius Fritzsche: steinernes Grabkreuz auf poliertem Granitkubus, 1883 - Einfriedungsmauer: verputzter Bruchstein | 08958902 |
| Direkt Bild zu diesem Denkmal hochladen | Wohnhaus und Seitengebäude (mit Kumthalle) eines Vierseithofes | Dorfstraße 15 (Karte)                        | Bezeichnet mit 1794 (Bauernhaus); um 1800 (Seitengebäude)                                                                                | Das Wohnhaus ist ein breitgelagerter Putzbau mit Segmentbogenportal, die Seitengebäude mit Fachwerk-Obergeschoss und zweijochiger Kumthalle mit balusterartigen Pfeilern (Seltenheitswert). Als Teil der alten Ortsstruktur von bau- und wirtschaftsgeschichtlicher Bedeutung. - Wohnhaus: breitgelagerter zweigeschossiger Putzbau mit Gurtband, 9:3 Achsen, profiliertes Kranzgesims, hohes Krüppelwalmdach, im Schlussstein bezeichnet mit „JGS 1794“ - Seitengebäude: Erdgeschoss massiv, Sandsteintür- und -fenstergewände, zweijochige Kumthalle mit drei Sandsteinpfeilern, Segmentbogentor, Obergeschoss Fachwerk, Rückseite massiv, Giebel massiv, mit Belüftungsokuli, Krüppelwalmdach | 08958901 |
|                                         | Korbbogenportal eines Bauernhauses | Dorfstraße 17 (Karte)                        | Bezeichnet mit 1776 | Ein barockes Relikt der Bautraditionen des 18. Jahrhunderts, von handwerklich-künstlerischer Bedeutung. Korbbogentürgewände aus Sandstein, mit Schlussstein, Inschrift „Gott behüte dieses Haus und die da gehen ein und aus“, im Schlussstein bezeichnet mit 1776. | 08958905 |
|                                         | Pfarrhaus | Dorfstraße 24 (Karte)                        | Bezeichnet mit 1768 | Das einzig erhaltene Fachwerk-Wohnhaus im Ort, damit von ortshistorischer Bedeutung. Das Erdgeschoss massiv, profilierte Sandsteingewände, Sandsteintürgewände mit Schlussstein, bezeichnet mit 1768, 3:5 Achsen, Obergeschoss Fachwerk, Dachüberstand (Holztraufe), Krüppelwalmdach. | 08958903 |
|                                         | Herrenhaus (Dorfstraße 54, heute Kindergarten) und Wirtschaftsgebäude über winkelförmigem Grundriss (Dorfstraße 56a, mit Wohnteil) des ehemaligen Rittergutes (Dominium Streumen) sowie Schlussstein an einer Scheune (Am Ziegeldamm 1) | Dorfstraße 54, 56a (Am Ziegeldamm 1) (Karte) | 2. Hälfte 19. Jahrhundert (Wirtschaftsgebäude und Herrenhaus); bezeichnet mit 1556 (Schlussstein)                                        | Das Herrenhaus ist ein eingeschossiger Putzbau mit Ecktürmen. Von ortshistorischer Bedeutung. - Herrenhaus: eingeschossiger, breitgelagerter Putzbau mit Drempel, Eingangsbereich als Mittelrisalit mit spitzem Dreiecksgiebelabschluss, Dachhäuschen, zwei seitlich flankierende Ecktürme mit Zeltdach, an Giebelseite Okulus, hohes Satteldach, Biberschwanzdeckung, saniert - Wirtschaftsgebäude: eingeschossiger Bruchsteinbau, verputzt, mit Mittelrisalit und Dreiecksgiebelabschluss, Ladeluke, Sandsteingewände, im Drempel Okuli, drei große Segmentbogeneinfahrten | 08958904 |

## Tiefenau
| Bild                                    | Bezeichnung | Lage                                                 | Datierung | Beschreibung | ID       |
| --------------------------------------- | --- | ---------------------------------------------------- | --- | --- | -------- |
| Weitere Bilder                          | Schlosskapelle, Barockgarten und Rittergut Tiefenau (Sachgesamtheit) | Hauptstraße (Spansberger Weg 1, 3, 5, 7, 11) (Karte) | 1705–1712 | Sachgesamtheit Schlosskapelle, Barockgarten und Rittergut Tiefenau mit folgenden Einzeldenkmalen: Schlosskapelle mit Ausstattung (heute Pfarrkirche), 15 Grabmalen der Familie Pflugk (siehe 08958892, Hauptstraße), Wirtschaftshof und seinen Gebäuden, dort befindlicher Brüstung mit Brunnen, Toranlagen sowie vier Gartenpavillons, fünf Brunnen einschließlich dazugehörigen Brunnenplastiken, Treppenanlage und Brücke im Schlossgarten (sogenannter Rosengarten), dazu Einfriedungen und Balustraden (siehe 08958891, Hauptstraße) des Weiteren Schäferei mit Wohnhaus und zwei Wirtschaftsgebäuden (siehe 08958915, Spansberger Weg 11), Schlossgarten (sogenannter Rosengarten), Gutspark und ehemaligem Küchengarten (als Gartendenkmale), außerdem Kirchhof, Einfriedungsmauern und weiteren Nebengebäuden auf dem Gutsgelände als Sachgesamtheitsteile. Trotz des Abbruchs des Schlosses 1948 eine weitgehend authentisch erhaltene Rittergutsanlage mit Park und bedeutende barocke Schlosskapelle von baukünstlerischer, ortshistorischer, gartenkünstlerischer und landschaftsgestaltender Bedeutung | 09300310 |
| Weitere Bilder                          | Schlosskapelle mit Ausstattung und 15 Grabmale der Familie Pflugk (Einzeldenkmale der Sachgesamtheit 09300310) | Hauptstraße (Karte)                                  | 1710–1717 (Schlosskapelle); um 1728 (Orgel); 17.–20. Jahrhundert (Grabmal)                                                                                           | Einzeldenkmale der Sachgesamtheit Schlosskapelle, Park und Rittergut Tiefenau. Die jetzige Pfarrkirche verfügt über einen reich ausgestatteten barocken Saal und ist von baugeschichtlicher, künstlerischer und ortshistorischer Bedeutung | 08958892 |
| Weitere Bilder                          | Wirtschaftshof und seine Gebäude, dort befindlicher Brüstung mit Brunnen, zwei Toranlagen sowie Schlossgarten (sogenannter Rosengarten) mit vier Gartenpavillons, fünf Wasserbecken einschließlich dazugehörigen Brunnenplastiken, Treppenanlage und Brücke, Gutspark, ehemaliger Küchengarten und Linde vor der Toranlage des Wirtschaftshofes, dazu Einfriedungen und Balustraden (Einzeldenkmale der Sachgesamtheit 09300310) | Hauptstraße (Karte)                                  | 1710 (Wirtschaftshof); um 1710 (Gutsverwalterhaus und fünf Brunnen mit Brunnenplastik im Schlosspark); bezeichnet mit 1710 (Toreinfahrt); 1704–1710 (Gartenpavillon) | Einzeldenkmale der Sachgesamtheit Schlosskapelle, Park und Rittergut Tiefenau. Trotz des Abbruch des Schlosses im Jahr 1948 eine weitgehend authentisch erhaltene Rittergutsanlage von baukünstlerischer und ortshistorischer Bedeutung | 08958891 |
| Direkt Bild zu diesem Denkmal hochladen | Ehemalige Schäferei des Rittergutes, mit Wohnhaus und zwei Wirtschaftsgebäuden (Einzeldenkmale der Sachgesamtheit 09300310) | Spansberger Weg 11 (Karte)                           | 18. Jahrhundert | Einzeldenkmale der Sachgesamtheit Schlosskapelle, Park und Rittergut Tiefenau; von ortshistorischer Bedeutung. Die Schäferei liegt in der nordwestlichen Ecke des durch eine Bruchsteinmauer eingefassten Wirtschaftsgeländes. Das Wohnhaus ist ein eingeschossiger, verputzter Bruchsteinbau mit profilierten Sandsteintür- und -fenstergewänden und einem mächtigen Krüppelwalmdach mit doppelter Biberschwanzdeckung. Die Scheune ist eine eingeschossige Fachwerkkonstruktion mit gerader Tordurchfahrt, Rückseite und Giebel sind massiv. Sie verfügt über ein hohes Krüppelwalmdach mit Schleppluke auf Hofseite. Der Stall ist ein eingeschossiger Bruchsteinbau über einem U-förmigem Grundriss, Eckquaderung durch Sandsteine, an beiden Giebelseiten Ladeluken, gerade Toreinfahrten, mächtiges Krüppelwalmdach. | 08958915 |

## Tabellenlegende
- Bild: Bild des Kulturdenkmals, ggf. zusätzlich mit einem Link zu weiteren Fotos des Kulturdenkmals im Medienarchiv Wikimedia Commons. Wenn man auf das Kamerasymbol klickt, können Fotos zu Kulturdenkmalen aus dieser Liste hochgeladen werden:
- Bezeichnung: Denkmalgeschützte Objekte und ggf. Bauwerksname des Kulturdenkmals
- Lage: Straßenname und Hausnummer oder Flurstücknummer des Kulturdenkmals. Die Grundsortierung der Liste erfolgt nach dieser Adresse. Der Link (Karte) führt zu verschiedenen Kartendiensten mit der Position des Kulturdenkmals. Fehlt dieser Link, wurden die Koordinaten noch nicht eingetragen. Sind diese bekannt, können sie über ein Tool mit einer Kartenansicht einfach nachgetragen werden. In dieser Kartenansicht sind Kulturdenkmale ohne Koordinaten mit einem roten bzw. orangen Marker dargestellt und können durch Verschieben auf die richtige Position in der Karte mit Koordinaten versehen werden. Kulturdenkmale ohne Bild sind an einem blauen bzw. roten Marker erkennbar.
- Datierung: Baubeginn, Fertigstellung, Datum der Erstnennung oder grobe zeitliche Einordnung entsprechend des Eintrags in der sächsischen Denkmaldatenbank
- Beschreibung: Kurzcharakteristik des Kulturdenkmals entsprechend des Eintrags in der sächsischen Denkmaldatenbank, ggf. ergänzt durch die dort nur selten veröffentlichten Erfassungstexte oder zusätzliche Informationen
- ID: Vom Landesamt für Denkmalpflege Sachsen vergebene, das Kulturdenkmal eindeutig identifizierende Objekt-Nummer. Der Link führt zum PDF-Denkmaldokument des Landesamtes für Denkmalpflege Sachsen. Bei ehemaligen Kulturdenkmalen können die Objektnummern unbekannt sein und deshalb fehlen bzw. die Links von aus der Datenbank entfernten Objektnummern ins Leere führen. Ein ggf. vorhandenes Icon  führt zu den Angaben des Kulturdenkmals bei Wikidata.

## Ausführliche Denkmaltexte
1. ↑  Schlosskapelle, Barockgarten und Rittergut Tiefenau (Sachgesamtheit):
  - Park: landschaftliche Anlage als Fortsetzung des Barockgartens in die offene Landschaft, Nadel- und Laubhölzer, ausgedehnte Wiesenflächen mit markante Baumgruppen von Eichen, Buchen, Eschen, Linden, Ulmen und durch Einzelbäume (z. B. Sumpfzypressen, Platanen, Weymoutskiefer)
  - Schlossgarten: Barocke symmetrische Anlage (sogenannter Rosengarten), in der Kreuzung der Hauptachsen ein Brunnen: Sandstein, ca. 3,5 m hoch, in der Mitte eines Sandsteinbeckens felsenartiger Unterbau, darüber ein mit Voluten, Muscheln, Schilf und Grotesken verzierter Pfeiler, der ein Becken trägt, darüber drei Putten, die Muschelbecken halten, in den vier Kreuzungspunkten der Nebenachsen je ein Brunnenbecken mit Triton aus Sandstein. Im Wirtschaftshof stehen zwei Linden und eine Kastanie, die als Teile der Sachgesamtheit Schutz genießen. Beide sind von Belang für das Erscheinungsbild der Baulichkeiten des Hofes.

Das Rittergut wurde 1637 von den Schweden niedergebrannt. Im Jahre 1704 kaufte es August Ferdinand von Pflugk und „baute es von neuem auf“. Das Schloss entstand von 1705–1712, in dieser Zeit müssen auch die dazugehörigen Anlagen entstanden sein. Die Toranlage des Hauptzuganges ist mit 1710 bezeichnet.
2. ↑  Schlosskapelle Tiefenau:

Reich ausgestattete barocke Saalkirche mit Mansardwalmdach und aufwendig gegliedertem Dachreiter, 1716/17 östlich vom ehemaligen Schloss und Wirtschaftshof durch eine Stiftung von Elisabeth Frederike Gräfin von Pflugk errichtet. 1965 erfolgte eine Rekonstruktion des Dachreiters, weitere Restaurierungen in den Jahren 1984 und 1991–94. Verputzter Sandsteinquaderbau mit gerade geschlossenem Chor und schlichter Lisenengliederung. Schlanker Dachreiter mit Laterne.

Die prachtvolle Innenausstattung vermutlich von Johann Benjamin Thomae und Johann Christian Kirchner. Der Saal mit reich ornamentierter Stuckdecke (Band- und Rankenwerk, Akanthus), die umlaufende Kehle ist reich profiliert und in den Ecken auf kräftigen Voluten aufsitzend. Die Wände sind durch Pilaster mit schönen Kapitellen gegliedert. Umlaufende eingeschossige Emporen auf hermenartigen, mit Akanthus geschmückten Pfeilern. Herrschaftsloge im Westen mit wappentragenden Putten im gesprengten Giebel, vermutlich von Johann Friedrich Karcher. Barocker Kanzelaltar über kurviertem Grundriss. Der polygonale Korb mit Fruchtschnüren zwischen hohen, gekuppelten Säulen mit Rücklagen, davor große Schnitzfiguren der Fides und Spes auf Volutenkonsolen, vermutlich von Johann Christian Kirchner, abschließend ein gesprengter Giebel mit Wappenkartusche. Zwei schräg gestellte, reich verzierte Rokoko-Orgelprospekte flankieren den Kanzelaltar. Im linken Gehäuse befindet sich ein Orgelwerk von Gottfried Silbermann, um 1710–30, das rechte ist ein stummer Symmetrieprospekt (Dehio Sachsen I, S. 529). 

Grabmale der Familie von Pflugk:
  - vier Grabmale 17. Jahrhundert, sechs Grabmale 19. Jahrhundert, fünf Natursteingrabmale (stark verwittert) 18. Jahrhundert

bezeichnete Grabmale: 
  - 1. Otto Heinrich Albert Pflugk, Königl. Sächs. Kammerherr, geb. 26. Aug. 1799, gest. 19.12.1873
  - 2. Otto Wilhelm George Pflugk, Leutnant im Königl. Sächs. Reiterregiment, geb. 17.9.1837, gest. 28.4.1860
  - 3. Ernestine Pflugk geb. von Polenz, geb. 5. Aug. 1804, gest. 13.9.1863
  - 4. Johanne Luise Mathilde Pflugk geb. von Roth, geb. 9.11.1838, gest. 3.9.1862
  - 5. Otto Heinrich Bernhard Pflugk, Königl. Sächs. Kammerherr u. Rittmeister, geb. 4.9.1827, gest. 9.5.1879
  - 6. Henriette Luise von Pflugk geb. von Thielau, Oberhofmeisterin der Königin von Sachsen, geb. 18. Juli 1849, gest. 26.2.1920
  - 7. August Heinrich Pflugk, geb. 26.3.1766?, gest. 13. Sept. 1842

Silbermannorgel: Schlosskapelle, pedallos (Positiv), um 1728 gebaut. 1945 Pfeifen schwer zerstört, in der Folgezeit durch die Gebrüder Jehmlich wieder hergestellt.
3. ↑  Einzeldenkmale der Sachgesamtheit Schlosskapelle, Park und Rittergut Tiefenau:
  - Wirtschaftshof: Guts- und Wirtschaftsgebäude gruppieren sich um einen rechteckigen Hof, den an der Nordseite das Schloss, erbaut um 1704–1710 (Abbruch 1948), begrenzte. Auf der Südseite befinden sich Scheunen, auf West- und Ost-Längsseite Stallanlagen. Dazu gehören zwei zweigeschossige Putzbauten, die in der Mitte der Langflügel angeordnet sind, gequaderte Ecklisenen, Sandsteingewände, Gurtband, die Zufahrt befindet sich in der Mitte des östlichen Hauses, Mansarddächer mit Dacherkern und Dachhäuschen.
  - Scheune: eingeschossiger Bruchsteinbau, verputzt, hohes Satteldach
  - Stallgebäude: eingeschossige Bruchsteinbauten, verputzt, Sandsteinfenstergewände, hohe Satteldächer mit Schlepp- und Ladeluken, zum Teil Biberschwanzdeckung
  - Toranlage: Mit zwei Seitenpforten, je zwei Sandsteinpfeiler mit mehrfach profilierten Abdeckplatten und eichelförmiger Bekrönung, Friesstücke bezeichnet mit „omnes qui per portam istam / ingrediuntur et egrediuntur / super eos sit pax“, innen mit „Anno 1710“.
  - An der offenen Nordseite der Anlage befinden sich noch Reste eines Sandsteinbrunnenbeckens, ehemalige Abgrenzung zwischen Wirtschaftshof und Schlossvorplatz.
  - Schlossgarten: Barocke symmetrische Anlage, sogenannter Rosengarten, in der Kreuzung der Hauptachsen ein Brunnen: Sandstein, ca. 3,5 m hoch, in der Mitte eines Sandsteinbeckens felsenartiger Unterbau, darüber ein mit Voluten, Muscheln, Schilf und Grotesken verzierter Pfeiler, der ein Becken trägt, darüber drei Putten, die Muschelbecken halten, in den vier Kreuzungspunkten der Nebenachsen je ein Brunnenbecken mit Triton aus Sandstein.
  - Vier Gartenpavillons: eingeschossige, dreiachsige Putzbauten mit flacher Lisenengliederung, darüber quadratischer Grundriss und Mansardzeltdach, im sogenannten Grottenpavillon stuckierter Grottenraum
  - Einfriedung: verputzte Bruchsteinmauer, zur Parkseite mit hölzerner Toreinfahrt, und zwei Pforten

Der Wirtschaftshof besteht aus einem westlichen und einem östlichen Langflügel sowie einem Südflügel. In der Mitte der Langflügel sind zweigeschossige Wohnhäuser mit Mansarddächern angeordnet. Das östliche Wohnhaus dient noch heute als Torhaus und soll auch das Verwalterwohnhaus gewesen sein. Die zweigeschossigen Wohnhäuser werden von eingeschossigen Trakten (Wirtschaftsgebäuden) flankiert. Das westliche Wohnhaus wird im Süden von einem Stallgebäude (und Brennerei/Heizhaus?, Schornstein) und im Norden von einem weiteren Gebäude (vielleicht dem einstigen Gesindehaus) flankiert. Im Osten folgen einem südlichen Stallgebäude ein Torhaus sowie eine Scheune/Remise. Der Südflügel besteht aus einer Scheune (zwei Scheunen).